# 信任骗局
信任骗局（英語：confidence trick；英文同义词包括：con, confidence game, confidence scheme, ripoff, scam, and stratagem），或称信任诈骗，是在首次获得信任之后欺骗他人或团体的骗局，「杀猪盘」即屬於其中一種類型。信任骗局中的施害者的英文术语包括：confidence （or "con"） man, con-artist, or a "grifter"。

## 概念
「信任骗局」利用受害者的轻信、天真、同情、虚荣、不负责任和贪婪等人性的心理弱點侵害受害者，研究人员将信任骗局定义为“一种独特的欺诈行为…意在进一步促进非互利的自愿交流”，因为它们“以牺牲受害者的利益为代价使信任操纵者（英語：'con operators'，或 'con men'）受益”。 